# 澎河水库
澎河水库是中国河南省平顶山市鲁山县境内的一座水库，位于澎河上，建于1959年。水库正常库容为1526万立方米，集雨面积为209平方千米，海拔为144.1米。